# ميروسلاف باك
ميروسلاف باك (بالبولندية: Mirosław Bąk)‏ هو لاعب كرة قدم بولندي في مركز الهجوم، ولد في 23 نوفمبر 1961 في بيطوم في بولندا. شارك مع منتخب بولندا لكرة القدم. أما مع النوادي، فقد لعب مع رتش شوروزو.